# Teresa Kossowska-Zglinicka
Teresa Kossowska-Zglinicka z Karskich (ur. w 1820 w Warszawie - zm. 12 marca 1879 w Czułczycach) ziemianka, działaczka patriotyczna i kobieca
W latach 40. XIX wieku należała do grupy Entuzjastek skupionej wokół Narcyzy Żmichowskiej. oraz konspiracyjnej Organizacji kierowanej przez Edwarda  Domaszewskiego a następnie Henryka Krajewskiego.

## Rodzina
Urodziła się w rodzinie ziemiańskiej, była córką Józefa Wincentego Karskiego (1792-1822) i Joanny z Jasieńskich (1800-1862). Miała dwie siostry: Marię (1822-1847) żonę Karola Łabędzkiego (1808-1850) i współzałożycielkę zakonu niepokalanek Józefę (1823-1860). W latach 1830–1845 była żoną  Jacka Ferdynanda Kossowskiego. Mieli dwie córki: Marię (1839-1909) żonę Michała Leszczyńskiego (1837-1904) i Jadwigę (ur. w 1840) żonę Mieczysława Łabęckiego (1845-1902). W 1857 powtórnie wyszła za mąż za ziemianina z Sandomierskiego - Jana Zglinickiego (1824-1909). Miała z nim córki Władysławę (1858-1938) żonę Tadeusza Moraczewskiego (1856-1936) i Antoninę (1859-1943) żonę Stanisława Moraczewskiego (1858-1933).